# 虚谷
虚 谷（きょ こく、1823年 - 1896年）は、中国清の僧侶、画家。新安（現在の安徽省歙県）の出身。俗姓は朱、名は懐仁。軍人であったが、太平天国軍と戦うのを嫌い、出家した。僧籍にありながら精進せず、もっぱら上海で売画で生活していた。金魚の絵を得意とし、写意の花卉画や山水画もある。

## 略歴
虚谷は風景、花、動物、鳥の画家で、特にリスや金魚を描くのが得意だった。 また、肖像画、書道、詩文も得意で、虚谷和尚詩録の著者でもある。 上海や蘇州で絵を売って生計を立て、高く評価された。 清末画壇の巨人であり、海上画派の傑出した代表者であった。かつては清朝の軍人だったが、後に太平天国との戦いを命じられるのを嫌って出家。 彼は引っ込み思案で、人と仲良くしなければ紙一枚手に入れることができなかったという。ペンとインクを携え、僧服に身を包み、「悠々自適に三千枚を書き、世間に食費を乞う」というその生活は困難を極めたが、世界中を旅し、その旅の幅は広く、作品の数は当時としては稀であった。

## 著名な作品
金魚図、春波魚戯、松鼠伏硯図 等。

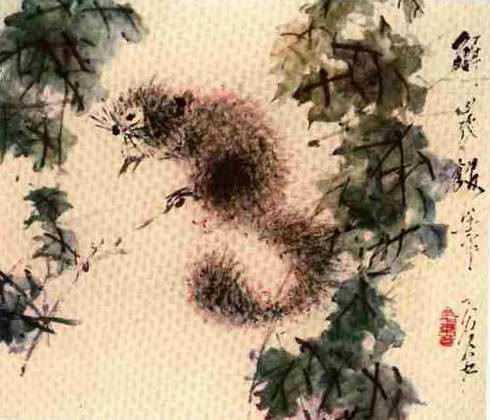
松鼠
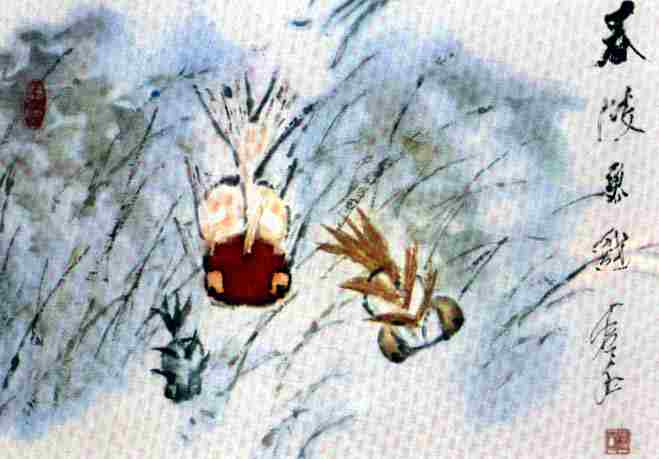
春波魚戯
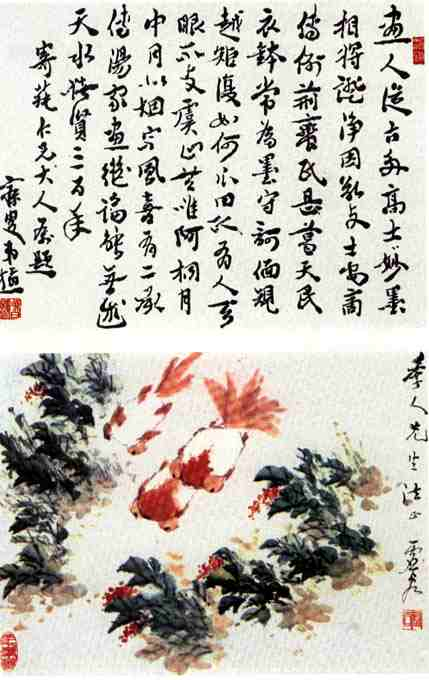
魚藻図
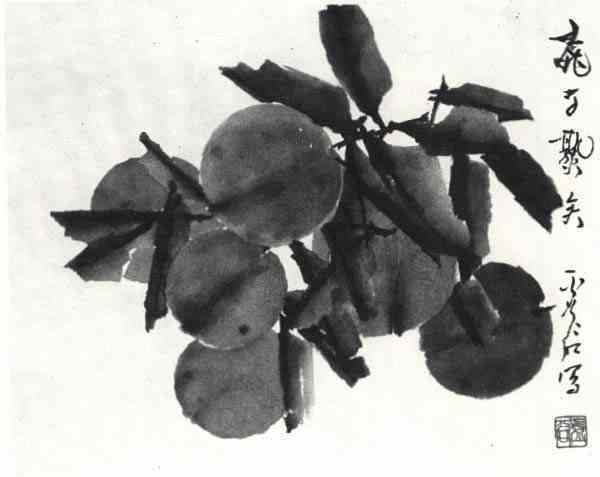
桃子熟矣
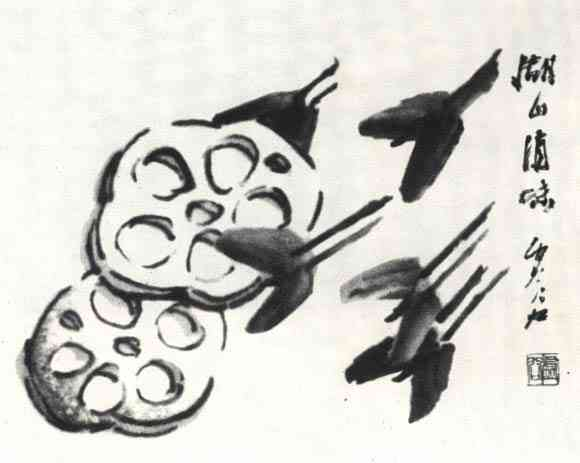
湖山清味
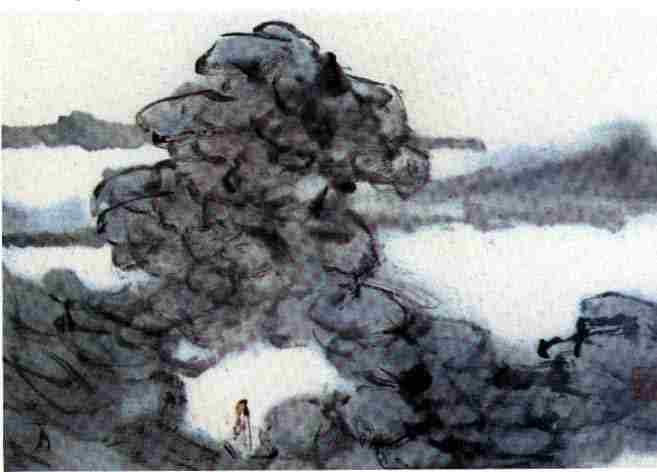
溪山高遠
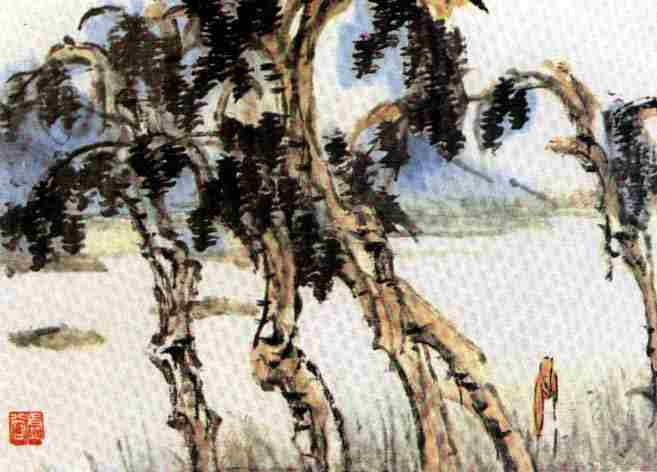
柏林閑歩
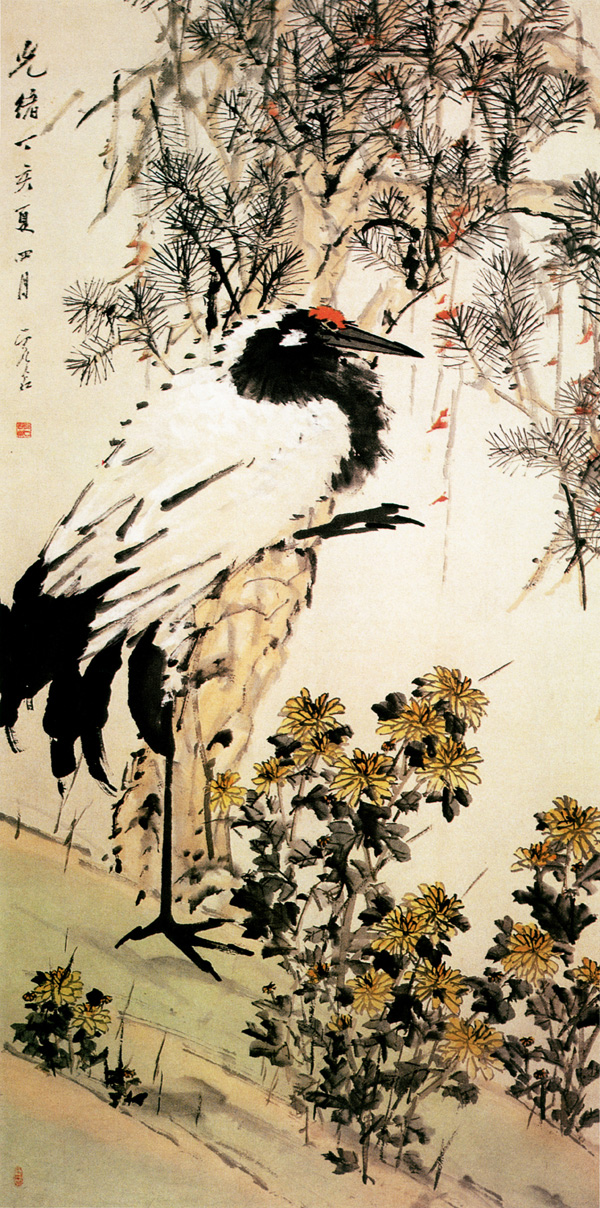
松鶴中堂図, 蘇州博物館